# Bandar Baru (Sibolangit)
Bandar Baru is een bestuurslaag in het regentschap Deli Serdang van de provincie Noord-Sumatra, Indonesië. Bandar Baru telt 3842 inwoners (volkstelling 2010).